# Hans Maier
Hans Maier, nemški politolog in politik, * 18. junij 1931, Freiburg im Breisgau.
V letih 1970 in 1986 je bil bavarski deželni minister za šolstvo in kulturo.

## Odlikovanja in nagrade
Leta 1993 je prejel častni znak svobode Republike Slovenije z naslednjo utemeljitvijo: »za zasluge in osebni prispevek k razvoju gospodarskega, kulturnega in siceršnjega sodelovanja med Republiko Slovenijo in Svobodno državo Bavarsko ter za dejanja v dobro mednarodnemu priznanju Republike Slovenije«.